# Deprea cyanocarpa
Deprea cyanocarpa är en potatisväxtart som beskrevs av Garzón och C.I.Orozco. Deprea cyanocarpa ingår i släktet Deprea och familjen potatisväxter. Inga underarter finns listade i Catalogue of Life.